# Tim Hannemann
Tim Hannemann (* 29. Mai 2006) ist ein deutscher Fußballspieler.

## Karriere
Nach seinen Anfängen in der Jugend des FC Bayern München wechselte Hannemann im Sommer 2020 in die Jugendabteilung der SpVgg Unterhaching. Nach insgesamt zwölf Spielen in der B-Junioren-Bundesliga, bei denen ihm drei Tore gelangen, kam er dort auch zu seinem Profidebüt in der 3. Liga, als er am 19. Dezember 2023, dem 20. Spieltag, bei der 1:2-Heimniederlage gegen den SSV Jahn Regensburg in der 82. Spielminute für Sebastian Maier eingewechselt wurde.